# Пешма
Пешма — река в России, протекает в Буйском районе Костромской области и Грязовецком районе Вологодской области. Устье реки находится в 167 км по правому берегу реки Лежи. Длина реки составляет 11 км.
Исток реки находится в заболоченном лесу неподалёку от границы Костромской и Вологодской областей. Здесь проходит водораздел бассейнов Северной Двины и Волги, исток Волженки находится в тех же болотах рядом с истоком Пешмы. Пешма течёт по заболоченному, ненаселённому лесу сначала на северо-запад, потом на запад. Крупных притоков нет.

## Данные водного реестра
По данным государственного водного реестра России относится к Двинско-Печорскому бассейновому округу, водохозяйственный участок реки — Северная Двина от начала реки до впадения реки Вычегда, без рек Юг и Сухона (от истока до Кубенского гидроузла), речной подбассейн реки — Сухона. Речной бассейн реки — Северная Двина.
По данным геоинформационной системы водохозяйственного районирования территории РФ, подготовленной Федеральным агентством водных ресурсов:
- Код водного объекта в государственном водном реестре — 03020100312103000006639
- Код по гидрологической изученности (ГИ) — 103000663
- Код бассейна — 03.02.01.003
- Номер тома по ГИ — 03
- Выпуск по ГИ — 0